# پیتروویتسه (استان اوپوله)
پیتروویتسه (به لهستانی: Pietrowice) یک روستا در لهستان است که در گمینا گووبچتسه واقع شده‌است.